# Organizație

Structura Organizației Națiunilor Unite

Organizația este o entitate - cum ar fi o companie, o corporație, o instituție sau o asociație - care include una sau mai multe persoane și are un scop anume.
Organizațiile pot opera în secret sau ilegal, cum este cazul societăților secrete, organizațiilor criminale și mișcărilor de rezistență.
Organizațiile sunt studiate de științele sociale precum științele politice, sociologia, economia, psihologia, sub aspectele relevante pentru fiecare dintre acestea.

## Organizații vs. instituții
Termenul organizație derivă de la grecescul ὄργανον, care are sensul de instrument, unealtă.
Sub aspect filosofic se face distincția între instituții și organizații. Instituțiile sunt sisteme de reguli care modelează interacțiunile umane. Ele pot fi formalesau informale. 
Oraganizațiile, în schimb, au un caracter mai „palpabil”, ele desemnează un grup de oameni care lucreaza împreună pentru atingerea unui țel. În acest sens, un exemplu relevant este acela al unui meci: organizarea meciului presupune stabilirea locului, a datei, a participanților, pe cand instituțiile reprezintă regulile jocului propriu-zis.

## Tipuri
Există o varietate de tipuri legale de organizații, inclusiv corporații, guverne, organizații non-guvernamentale, organizații politice, organizații internaționale, organizații religioase, forțe armate, organizații caritabile, corporații non-profit, parteneriate, cooperative și instituții educaționale, etc.
O organizație hibridă este un organism care operează simultan în sectorul public și cel privat, îndeplinind atât sarcini publice, cât și activități comerciale pe piață. Un exemplu de organizație hibridă este o universitate care poate avea atât scopuri educaționale, cât și activități de cercetare finanțate prin parteneriate publice și private.
O asociație voluntară este o organizație formată din voluntari. Astfel de organizații pot funcționa fără formalități legale, în funcție de jurisdicție, incluzând cluburi informale sau organisme de coordonare care urmăresc un scop exprimat printr-un manifest, o declarație de misiune sau implicit prin acțiunile organizației. Asociațiile voluntare pot adesea să evolueze într-o formă de organizație mai formală pe măsură ce cresc în dimensiune și influență.

## Arhitectura organizațională
Arhitectura organizațională, cunoscută și sub denumirea de design organizațional, este un domeniu care se ocupă cu crearea de roluri, procese și relații formale de raportare într-o organizație. Termenul folosește metafora arhitecturii, referindu-se la o structură care definește în detaliu organizația. Diversele caracteristici ale arhitecturii organizaționale ale unei afaceri trebuie să fie consistente intern în ceea ce privește strategia, arhitectura și mediul competitiv.
Aceasta oferă cadrul prin care o organizație își propune să realizeze calitățile sale de bază, specificate în declarația sa de viziune. De asemenea, furnizează infrastructura în care sunt implementate procesele de afaceri și asigură că aceste calități fundamentale ale organizației sunt reflectate în mod constant în procesele de afaceri derulate în cadrul organizației.
În mod convențional, arhitectura organizațională constă din organizația formală (structura organizațională), organizația informală (cultura organizațională), procesele de afaceri, strategia și, cel mai important, resursele umane.

### Procesul de design organizațional
Procesul de design organizațional să fie flexibil și să permită ajustări pe măsură ce organizația evoluează și noi provocări apar. Procesul în cinci etape de organizare este următorul:
1. Analiza de caz și descoperire
  - Obiectiv: Construirea unei analize de caz pentru schimbare; compararea stării actuale cu starea viitoare și implicațiile implicate.
  - Reper: La sfârșitul acestei etape, problema care trebuie rezolvată este clară.
2. Gruparea strategică
  - Obiectiv: Determinarea grupării de bază a activităților necesare pentru a crea capabilitățile necesare implementării strategiei stabilite.
  - Reper: Decizia privind o schimbare de structură care susține strategia.
3. Integrarea
  - Obiectiv: Breșele create de gruparea activităților trebuie depășite pentru a livra rezultate pentru clienți, parteneri și acționari.
  - Reper: Piesele au fost conectate și relațiile de putere au fost definite.
4. Talent și leadership
  - Obiectiv: Determinarea numărului de poziții, a profilului unui candidat care să ocupe aceste poziții și cine va raporta liderului noii structuri.
  - Reper: Rolurile critice au fost proiectate și ocupate, iar activitatea pentru echipa executivă a fost definită.
5. Tranziție
  - Obiectiv: Stabilirea unui plan de tranziție care să ia în considerare o implementare logică.
  - Reper: Schimbarea este executată, condusă și monitorizată îndeaproape pentru a pregăti ajustările necesare.[5]

Un aspect important este implicarea echipelor din diferite departamente în procesul de design pentru a asigura că toate perspectivele sunt luate în considerare.

### Cele 5 principii ale unui design bun
Fiecare test corespunde principiilor menționate anterior:
1. Principiul specializării
  - Principalul obiectiv este gruparea responsabilităților în unități. Limitele unităților ar trebui definite pentru a obține beneficii semnificative.[6]
  - Testul culturii specializate.
2. Principiul coordonării
  - Acest principiu se leagă strâns de principiul specializării, asigurând stabilirea legăturilor între unități.
  - Testul legăturilor dificile.
3. Principiul cunoștințelor și competenței
  - Principalul obiectiv este determinarea responsabilităților care trebuie descentralizate și a nivelurilor ierarhice ce trebuie create.
  - Testul ierarhiei redundante.
4. Principiul controlului și angajamentului
  - Principalul obiectiv este asigurarea unui proces prin care managerii să implementeze eficient principiile descentralizării.
  - Testul responsabilității.
5. Principiul inovației și adaptării
  - Principalul obiectiv este asigurarea capacității organizației de a se schimba și evolua în viitor.
  - Testul flexibilității.[6]

### Caracteristici ale unui design organizațional eficient
Organizațiile eficiente se disting prin simplitate, flexibilitate, fiabilitate, economie și acceptabilitate. Simplitatea și fiabilitatea sunt influențate de design, în timp ce economia și acceptabilitatea depind și de operațiuni. Managementul trebuie să găsească echilibrul între eficiența tehnică și climatul organizațional pentru a optimiza obiectivele.
- Simplitatea: Un design simplu facilitează comunicarea și operarea eficientă. Problemele apar odată cu creșterea complexității, dar definițiile clare și sarcinile precise pot menține eficiența.
- Flexibilitatea: Sistemele trebuie să se adapteze la schimbări fără a-și compromite scopul principal. Exemple includ ajustarea pentru produse noi sau schimbări în mediu.
- Fiabilitatea: Consistența operațiunilor este esențială. Sistemele fiabile au componente bine selectate și se bazează pe reparații rapide sau înlocuiri eficiente.
- Economia: Eficiența costurilor este importantă, dar poate intra în conflict cu alte obiective. De exemplu, redundanța excesivă reduce eficiența economică.
- Acceptabilitatea: Un sistem trebuie să fie acceptat de utilizatori. Lipsa acceptării poate duce la modificări neplanificate sau utilizare ineficientă.

Organizarea muncii implică divizarea sarcinilor (diferențiere) și coordonarea lor (integrare). Activitățile similare sau interdependente trebuie grupate pentru eficiență. Managerii trebuie să creeze organizații flexibile care să se adapteze schimbărilor și să echilibreze eficiența tehnică cu factorii umani. Abordarea sistemică presupune cooperare activă, roluri flexibile și proiecte integrate.

## Comportamentul organizațional
Comportamentul organizațional este „studiul comportamentului uman în cadrul organizațiilor, interacțiunea dintre comportamentul uman și organizație, precum și organizația însăși”. Cercetările din acest domeniu pot fi clasificate în trei niveluri: indivizi în organizații (nivel micro), grupuri de lucri (nivel mezo), comportamentul organizațiilor (nivel macro).
Chester Barnard a observat că indivizii se comportă diferit în rolurile lor organizaționale față de comportamentul lor în afara organizației.

### Subiectele de cercetare a comportamentului organizațional
- Consultanță pentru problemele organizaționale ale clienților.
- Comportamentul contraproductiv la locul de muncă reprezintă acțiunile angajaților care dăunează sau intenționează să dăuneze organizației.
- Modelul de planificare rațională. Cercetările privind luarea deciziilor se concentrează adesea pe modul în care deciziile sunt luate în mod obișnuit (luarea deciziilor normative), modul în care gânditorii ajung la un anumit raționament (luarea deciziilor descriptive) și cum poate fi îmbunătățit acest proces (luarea deciziilor descriptive).
- Organizațiile care au o cultură ce valorizează perspectivele și contribuțiile unice ale tuturor angajaților (incluziunea) pot transforma angajații neimplicați în angajați implicați.

Există mai multe tipuri de abuzuri pe care angajații le pot suferi în organizații, inclusiv: supraveghere abuzivă, bullying, incivitate și hărțuire sexuală. Angajații care sunt abuzați pot dezvolta tendințe de retragere din organizație, manifestate prin întârzierea la muncă, neimplicarea completă în sarcinile de serviciu sau căutarea unui nou loc de muncă. Angajații pot depune plângeri în organizație legate de politici, proceduri sau interacțiuni umane nepotrivite.
- Supravegherea abuzivă reprezintă gradul în care un supervizor manifestă un tipar de comportament care dăunează subordonaților.

- Deși definițiile bullyingului variază, acesta implică un tipar repetat de comportamente dăunătoare îndreptate către o persoană. Pentru a fi catalogat drept bullying, persoanele care provoacă daune trebuie să dețină (individual sau colectiv) mai multă putere, la orice nivel, decât victima.
- Incivitatea la locul de muncă constă în comportamente nepoliticoase și lipsite de intensitate, caracterizate de un scop ambiguu de a provoca daune și de încălcarea normelor sociale privind comportamentul adecvat la locul de muncă.
- Hărțuirea sexuală este un comportament care denigrează sau maltratează o persoană din cauza genului său, creând adesea un mediu de lucru ofensator care interferează cu performanța profesională.

## Comunicarea organizațională
Comunicarea eficientă în cadrul unei organizații crează un climat de încredere între nivelele ierarhice.
Printre tipurile de comunicare care influențează cultura organizațională se numără:
- Metafore, precum compararea unei organizații cu o mașină sau o familie.
- Povești
- Ritualuri și ceremonii:
  - Ritualuri de trecere: angajații trec în roluri noi
  - Ritualuri de umilire: angajaților li se retrage puterea
  - Ritualuri de recunoaștere: pentru realizări
  - Ritualuri de reînnoire: întărirea structurilor sociale existente
  - Ritualuri de reducere a conflictelor: rezolvarea disputelor
  - Ritualuri de integrare: întărirea legăturilor între indivizi și grupuri
- Comentarii reflexive, explicații, justificări și critici ale acțiunilor:
  - Planuri: comentarii despre acțiuni anticipate
  - Comentarii: despre acțiuni din prezent
  - Relatări: despre o acțiune sau un eveniment care a avut deja loc

### Abrevieri
Abrevierile sunt utilizate pentru a indica fluxul bidirecțional de informații sau tranzacții.
- În afaceri:
  - B2B („business-to-business”)
  - B2C („business-to-consumer”)
  - B2E („business-to-employees”)
  - B2G („business-to-government”)
- În guverne:
  - G2G („government-to-government”)
  - G2C („government-to-citizens”)
  - G2E („government-to-employees”)
  - G2B („government-to-business”)
- În societate
  - C2B („consumer-to-business”)
  - C2C („consumer-to-consumer”)

## Cultura organizațională
Cultura organizațională influențează modul în care oamenii interacționează, cum se iau (sau nu se iau) deciziile, contextul în care este creată cunoașterea, rezistența față de anumite schimbări și, în final, modul în care cunoștințele sunt împărtășite. 

### Experimentul celor cinci maimuțe
Începând cu sfârșitul anilor 1960, așa-numitul „Experiment al celor cinci maimuțe”, care ilustrează efectele negative ale tradițiilor neexaminate, a devenit parte din folclorul managementului, fiind adesea intitulat „Cum se creează politica companiei”.
Experimentul imaginează o situație în care cinci maimuțe sunt într-o cușcă cu o banană legată de tavan. De fiecare dată când o maimuță încearcă să ajungă la banană, toate cele cinci sunt stropite cu apă rece. Grupul învață rapid să ignore banana și să pedepsească orice maimuță care încearcă să o atingă. Dacă o maimuță este înlocuită cu una nouă, aceasta va fi și ea pedepsită pentru încercarea de a ajunge la banană. Dacă toate maimuțele sunt înlocuite treptat, astfel încât niciuna să nu-și amintească de apa rece, grupul va continua totuși să pedepsească orice încercare de a atinge banana. Maimuțele perpetuează o precauție ce poate deveni inutilă, „pentru că așa s-au făcut mereu lucrurile aici”.